# Limbricht
Limbricht, en limbourgeois Lömmerich, est un village néerlandais situé dans la commune de Sittard-Geleen, dans la province du Limbourg néerlandais. Le 1er janvier 2006, le village comptait 2 690 habitants.

## Histoire
Le 9 octobre 1674, Entgen Luyten est retrouvée morte dans sa cellule, à la suite d'un procès en sorcellerie.
Limbricht a été une commune indépendante jusqu'au 1er janvier 1982, date de son rattachement à Sittard.